# Antonio Medaglia
Antonio Medaglia (Pellio, XVI secolo – XVI secolo) è stato un architetto italiano del XVI secolo, originario di Pellio.

## Biografia
Operò nella zona di Como e nel Nord Italia.
Degna di nota la ricostruzione della Chiesa di Santa Maria Maggiore a Trento.